# Nelly Guilbert
Nelly Guilbert est une footballeuse française née le 12 septembre 1979 à Carpentras (Vaucluse). Elle évolue au poste de défenseur. Elle a notamment joué au Juvisy FCF et en équipe de France de football.

## Carrière

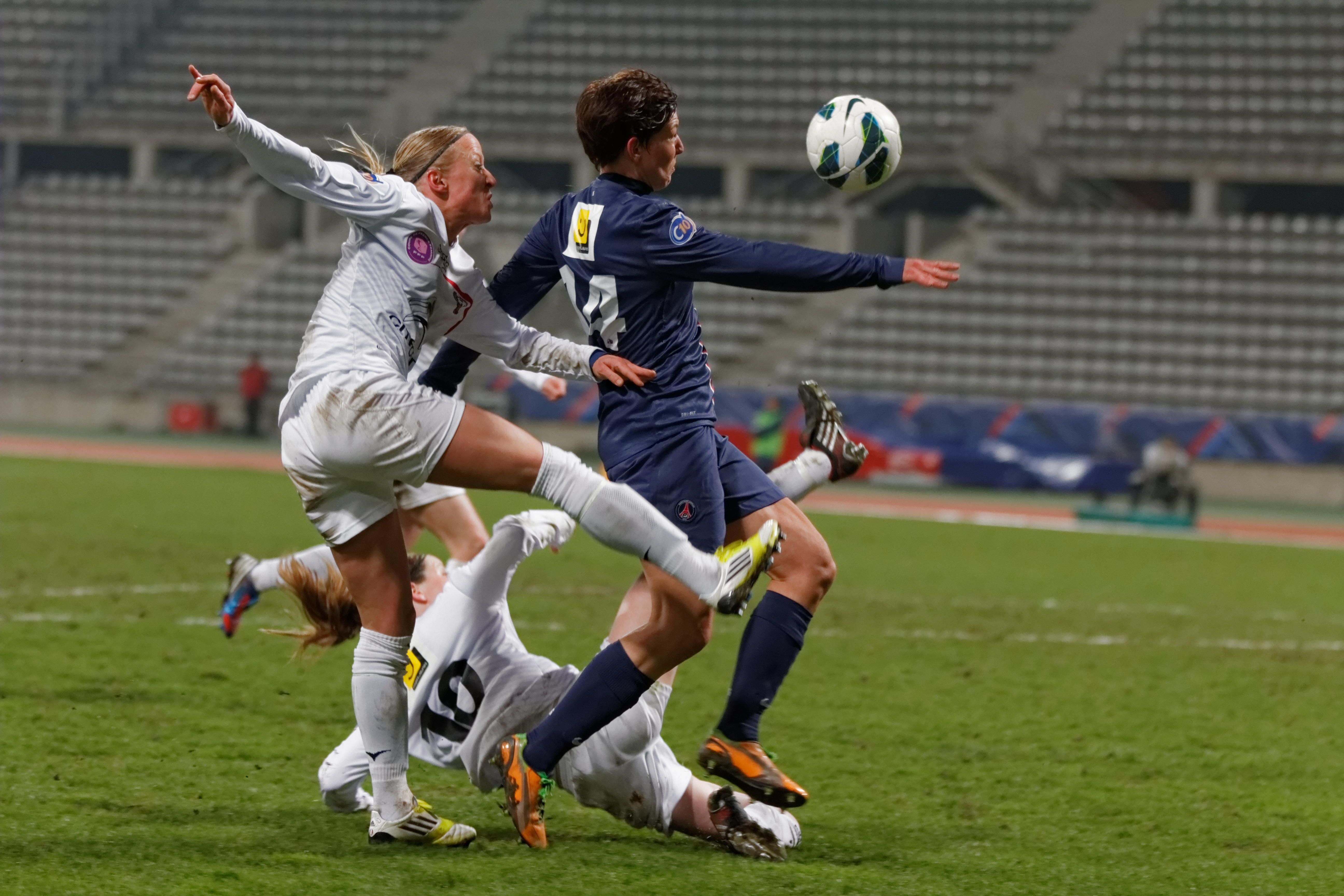
Nelly Guilbert et Annaïg Butel face à Linda Bresonik lors de PSG-Juvisy en 2013.

En novembre 1997, elle participe aux phases préliminaires du championnat d'Europe des moins de 19 ans UEFA, lors du match France-Angleterre.
Elle fait sa première apparition en équipe de France le 15 février 1998 face à la Suisse. Elle compte 9 sélections avec les bleues jusqu'en 2005. 
- FCF Monteux
- depuis 1998 : Juvisy FCF

## Statistiques

### En club
| Saison                | Club                  | Championnat           | Championnat | Championnat | Coupe(s) nationale(s) | Coupe(s) nationale(s) | Compétition(s) continentale(s) | Compétition(s) continentale(s) | Compétition(s) continentale(s) | Play-offs | Play-offs | Total | Total |
| Saison                | Club                  | Division              | M.          | B.          | M.                    | B.                    | Comp.                          | M.                             | B.                             | M.        | B.        | M.    | B.    |
| 1997-1998             | FCF Monteux           | Division 2            | 4           | 0           | -                     | -                     | -                              | -                              | -                              | -         | -         | 4     | 0     |
| Sous-total            | Sous-total            | Sous-total            | 4           | 0           | -                     | -                     | -                              | -                              | -                              | -         | -         | 4     | 0     |
| 1998-1999             | FCF Juvisy            | Division 1            | 6+          | 0           | -                     | -                     | -                              | -                              | -                              | -         | -         | 6     | 0     |
| 1999-2000             | FCF Juvisy            | Division 1            |             |             | -                     | -                     | -                              | -                              | -                              | 0+        | 0+        | 0     | 0     |
| 2000-2001             | FCF Juvisy            | Division 1            | 2+          | 0+          | -                     | -                     | -                              | -                              | -                              | 0         | 0         | 2     | 0     |
| 2001-2002             | FCF Juvisy            | Division 1            | 3+          | 3           | 1+                    | 0+                    | -                              | -                              | -                              | 3         | 2         | 7     | 5     |
| 2002-2003             | FCF Juvisy            | Division 1            | 10+         | 4           |                       |                       | -                              | -                              | -                              | 3         | 0         | 13    | 4     |
| 2003-2004             | FCF Juvisy            | Division 1            | 21          | 0           | 1+                    | 1                     | C1                             | 3                              | 1                              | 2         | 0         | 27    | 2     |
| 2004-2005             | FCF Juvisy            | Division 1            | 22          | 0           | 4+                    | 3                     | -                              | -                              | -                              | -         | -         | 26    | 3     |
| 2005-2006             | FCF Juvisy            | Division 1            | 20          | 3           | 1+                    | 1                     | -                              | -                              | -                              | -         | -         | 21    | 4     |
| 2006-2007             | FCF Juvisy            | Division 1            | 12          | 0           | 2                     | 0                     | C1                             | 2                              | 0                              | -         | -         | 16    | 0     |
| 2007-2008             | FCF Juvisy            | Division 1            | 15          | 2           | 4                     | 1                     | -                              | -                              | -                              | -         | -         | 19    | 3     |
| 2008-2009             | FCF Juvisy            | Division 1            | 20          | 2           | 4                     | 3                     | -                              | -                              | -                              | -         | -         | 24    | 5     |
| 2009-2010             | FCF Juvisy            | Division 1            | 22          | 5           | 4                     | 2                     | -                              | -                              | -                              | -         | -         | 26    | 7     |
| 2010-2011             | FCF Juvisy            | Division 1            | 22          | 2           | 5                     | 0                     | C1                             | 8                              | 0                              | -         | -         | 35    | 2     |
| 2011-2012             | FCF Juvisy            | Division 1            | 22          | 8           | 3                     | 1                     | -                              | -                              | -                              | -         | -         | 25    | 9     |
| 2012-2013             | FCF Juvisy            | Division 1            | 20          | 4           | 3                     | 1                     | C1                             | 7                              | 0                              | -         | -         | 30    | 5     |
| 2013-2014             | FCF Juvisy            | Division 1            | 21          | 3           | 4                     | 0                     | -                              | -                              | -                              | -         | -         | 25    | 3     |
| 2014-2015             | FCF Juvisy            | Division 1            | 16          | 3           | 4                     | 0                     | -                              | -                              | -                              | -         | -         | 20    | 3     |
| 2015-2016             | FCF Juvisy            | Division 1            | 11          | 0           | 2                     | 1                     | -                              | -                              | -                              | -         | -         | 13    | 1     |
| Sous-total            | Sous-total            | Sous-total            | 265         | 39          | 42                    | 14                    | -                              | 20                             | 1                              | 8         | 2         | 335   | 56    |
| Total sur la carrière | Total sur la carrière | Total sur la carrière | 269         | 39          | 42                    | 14                    | -                              | 20                             | 1                              | 8         | 2         | 339   | 56    |

- Web2Poche, « Football Club Féminin Juvisy Essonne », sur Internet Archive (consulté le 20 mars 2024)
- Web2Poche, « Football Club Féminin Juvisy Essonne », sur Internet Archive (consulté le 26 décembre 2023)
- « Juvisy et Gaëtane Thiney au top en Coupe de France - Essonne Info », sur Internet Archive (consulté le 26 décembre 2023)
- « Challenge : Juvisy se rassure », sur Footofeminin.fr : le football au féminin (consulté le 26 décembre 2023)
- « Seiziemes de finale - 16 février 2014 », sur christophe-ringaud.com (consulté le 26 décembre 2023)
- « CdF - Quimper (D2) offre une belle résistance à Juvisy (D1) », sur Femmes de Sport - Le Sport Féminin au…, 27 janvier 2014 (consulté le 26 décembre 2023)
- « Blog de fanclubgaetanethiney », sur skyrock.com via Wikiwix (consulté le 26 décembre 2023)
- https://www.leparisien.fr/essonne-91/juvisy-piege-05-06-2002-2003128190.php
- 16 matchs inconnus en championnat en 1998-99.
- 22 matchs inconnus en championnat en 1999-00.
- 20 matchs inconnus en championnat en 2000-01.
- 19 matchs inconnus en championnat en 2001-02.
- 12 matchs inconnus en championnat en 2002-03.
- 3 matchs inconnus en Poule des As en 1999-00.
- 3 matchs inconnus en coupe en 2001-02.
- 4 matchs inconnus en coupe en 2002-03.
- 2 matchs inconnus en coupe en 2003-04.
- 1 match inconnu en coupe en 2004-05.
- 3 matchs inconnus en coupe en 2005-06.

### En sélection
| Sélection | Année | Statistiques | Statistiques |
| Sélection | Année | Matchs       | Buts         |
| --------- | ----- | ------------ | ------------ |
| France    | 2012  | 1            | 0            |
| France    | 2013  | 11           | 1            |
| France    | 2014  | 9            | 0            |
| France    | 2015  | 10           | 0            |
| France    | 2016  | 8            | 1            |
| Total     | Total | 39           | 2            |

## Palmarès
- Championne de France de D1 en 2003 et en 2006 avec Juvisy
- Vainqueur du Challenge de France en 2005 avec Juvisy